# Hải chiến Hoàng Hải (1894)
Hải chiến Hoàng Hải (黃海海戰, Hoàng Hải hải chiến), cũng được gọi là Trận sông Áp Lục hay Trận Áp Lục xảy ra ngày 17 tháng 9 năm 1894. Trận này liên quan đến hải quân của Nhật Bản và Trung Quốc, và là cuộc chiến hải quân lớn nhất trong Chiến tranh Thanh-Nhật. Sông Áp Lục là biên giới giữa Trung Quốc và Triều Tiên, dù cuộc chiến thực tế diễn ra tại cửa sông này, trong biển Hoàng Hải. Một hạm đội Nhật dưới sự chỉ huy của Đô đốc Ito Sukeyuki (伊東 祐亨) đã nỗ lực chặn đứng sự đổ bộ của các đội quân Trung Quốc được bảo vệ bởi một hạm đội dưới sự chỉ huy của Đô đốc Đinh Nhữ Xương (丁汝昌).
Chiến sự diễn ra hầu như trong một ngày, trong khi đây không phải là lần ứng dụng đầu tiên của tàu chiến tiền-dreadnought trên một quy mô lớn (Trận Phúc Châu năm 1884 giữa Pháp và Trung Quốc xảy ra trước trận này) thì đây cũng là bài học đáng kể cho những người theo dõi xem xét.

## Tương quan lực lượng

### Trung Quốc
Năm 1884, Hạm đội Bắc Dương là hạm đội lớn thứ hai của nhà Thanh và dần dần thu hẹp khoảng cách với Hạm đội Nam Dương lúc đó đang đóng tại Thượng Hải. Đến năm 1890, nó đã là hạm đội lớn nhất trong bốn hạm đội của Trung Quốc. Nòng cốt của Hạm đội Bắc Dương bao gồm chủ yếu là các thiết giáp hạm được đóng ở nước Đức và Anh, đặc biệt là các kỳ hạm Định Viễn và Trấn Viễn được mua từ nước Đức. Vào năm 1890, Hạm đội Bắc Dương đang ở đỉnh cao với 78 chiếc tàu, với tổng trọng tải lên tới 83.900 tấn, được coi là mạnh nhất châu Á và mạnh thứ 8 trên thế giới.
Về mặt lý thuyết, trong trận này, Nhật Bản có tổng khối lượng các tàu lớn hơn (38.000 tấn so với 31.000 tấn). Tuy nhiên, Trung Quốc có tàu chủ lực vượt trội hơn, đó là 2 chiếc Thiết giáp hạm Định Viễn và Thiết giáp hạm Trấn Viễn (tới thời điểm này, hải quân Nhật Bản vẫn chưa có thiết giáp hạm). 2 chiếc thiết giáp hạm này có vỏ giáp dày 360mm, không thể bị công phá bởi các khẩu pháo trên tuần dương hạm Nhật Bản (muốn hạ 2 tàu này, Nhật chỉ có thể dùng ngư lôi, nhưng ngư lôi thời kỳ đó chỉ có tầm bắn ngắn và thiếu chính xác). Trấn Viễn và Định Viễn được công nhận là một trong những chiếc tầu chiến tiên tiến nhất thời đó, nó có chất lượng ngang bằng hoặc thậm chí còn tốt hơn so với các con tàu trong hạm đội của Anh và Đức khi nó được đóng, với chi phí mỗi chiếc là 1,7 triệu lạng bạc (6.200.000 mark bằng vàng của Đức)
Về hỏa lực, các tàu Trung Quốc có ưu thế: họ có 8 khẩu pháo 305mm, vài khẩu đại bác cỡ nòng 10 inch (254mm) và 8 inch (203mm). Về lý thuyết, các khẩu pháo cỡ 203mm trở lên đều có thể bắn chìm các tàu chiến của Nhật Bản trong trận này (ngược lại, các khẩu pháo của Nhật không thể bắn chìm được Trấn Viễn và Định Viễn). Nhìn chung, hai chiếc Trấn Viễn và Định Viễn đem lại ưu thế rất lớn cho Trung Quốc trong trận hải chiến này.
Tuy nhiên, Trung Quốc đã không chuẩn bị kỹ để tác chiến. Lính pháo binh Trung Quốc từ vài tháng trước đó đã không được cấp đạn huấn luyện và cũng không nắm được tác động do sức ép của hỏa lực đại bác. Việc mua sắm vũ khí cho hạm đội Trung Quốc bị dừng lại vào năm 1891, khi ngân sách được Từ Hi Thái hậu chuyển sang xây dựng Di Hòa Viên ở Bắc Kinh, kết quả là tàu Trung Quốc bị thiếu đạn (8 khẩu pháo 305mm trên 2 chiếc thiết giáp hạm chỉ có 300 viên đạn trong kho, chiến đấu chỉ được ít lâu là hết đạn). Kế hoạch thay thế các khẩu pháo 305mm trên 2 chiếc thiết giáp hạm bằng loại pháo 305mm kiểu mới, có tốc độ bắn cao hơn và chính xác hơn đã được đề ra từ năm 1892, nhưng không có kinh phí để thực hiện.
Tham nhũng cũng đóng một vai trò trong việc làm suy yếu hải quân Trung Quốc: nhiều trái đạn pháo dường như bị rút ruột thuốc nổ rồi nhồi mạt cưa và nước vào bên trong, một trong số các chiến hạm đang dùng buồng pháo của nó để lưu trữ dấm chua, và ít nhất có một trường hợp một cặp đạn pháo 10 inch đã được đem ra ngoài chợ để cầm đồ lấy tiền. Hậu cần gặp khó khăn lớn do việc xây dựng tuyến đường sắt Mãn Châu đã bị đình lại.
Trước trận chiến với Nhật, tàu chiến và vũ trang của hạm đội Trung Quốc đã được kiểm tra, và tàu đã được sơn lại. Philo McGiffin vào lúc đó đã cho rằng, tàu chiến Trung Quốc đã được sơn bằng 'màu xám vô hình', dù các bức ảnh ngày nay cho thấy một thân tàu và một siêu cấu trúc sáng, do đó có lẽ chỉ có các cấu trúc trắng và ống khói da bò đã được sơn màu xám, còn thân tàu vẫn là màu đen. McGiffen cũng đã cho rằng nhiều viên đạn pháo đã cũ 30 năm và chất lượng tệ hại. Các tấm chắn mỏng bao phủ các bệ pháo trên một số tàu đã bị dỡ bỏ khiến pháo thủ đã bị những mảnh đạn pháo bắn vào gây thương vong. Chiếc Tế Viễn trở lại cảng sau trận này với Nhật Bản đã cho thấy những vấn đề trên.
Sĩ khí của quân đội Thanh nói chung là rất thấp, việc binh sĩ ốm yếu do sử dụng thuốc phiện, lãnh đạo kém trong một bộ phận chỉ huy, và một số thuyền trưởng Trung Quốc đã chạy trốn khỏi trận đánh cũng góp phần vào thất bại. Cuối cùng là sự đố kị, tính cục bộ địa phương giữa các hạm đội Trung Quốc cũng khiến họ thất bại: trước và sau trận chiến, Hạm đội Nam Dương đã có rất ít các cố gắng để cứu viện cho Hạm đội Bắc Dương.

### Nhật Bản
Trong khi đó, người Nhật thì tin tưởng vào khả năng của chính họ. Người Trung Quốc thì vẫn có một cố vấn và người hướng dẫn nước ngoài. Cụ thể, viên đại tá người Đức, Đại tá von Hanneken, gần lúc đó đến từ Triều Tiên, đã được bổ nhiệm làm cố vấn hải quân cho Đô Đốc Đinh Nhữ Xương. W. F. Tyler, một trung úy dự bị của Hải quân Hoàng gia và một sĩ quan Hàng hải Hoàng gia (Imperial Maritime Customs officer) đã được bổ nhiệm làm trợ lý cho von Hanneken. Philo McGiffen, trước đó là một thiếu úy của Hải quân Hoa Kỳ là một trợ giáo tại Học viện Hải quân Uy Hải Vệ đã được bổ nhiệm đến Đại chiến hạm Trấn Viễn làm một cố vấn hay một đồng chỉ huy.
Ở giai đoạn đó, Hải quân Đế quốc Nhật Bản có một hạm đội gồm 12 tàu chiến hiện đại, 22 tàu phóng ngư lôi, và rất nhiều tầu thương mại được trang bị vũ khí và chuyển đổi cho mục đích chiến đấu. Nhật Bản vẫn chưa có đủ các nguồn lực để đóng hoặc mua được các thiết giáp hạm có trọng tải lớn và do đó họ lên kế hoạch để sử dụng "Jeune Ecole" làm học thuyết, đó là dùng tàu chiến nhỏ và nhanh, đặc biệt là các tàu tuần dương và tàu phóng lôi để chống lại các loại táu lớn hơn và kém nhanh nhẹn hơn.
Hỏa lực mạnh nhất trên các tàu Nhật là khẩu pháo 320 mm được gắn trên kỳ hạm Matsushima, chiếc Itsukushima và chiếc Hashidate (mỗi tàu có 1 khẩu). Sức giật của một khẩu pháo là rất lớn đối với loại tàu nhỏ như vậy và thời gian nạp đạn của khẩu súng này rất lâu, tuy nhiên chúng đã hoàn thành tốt nhiệm vụ so với Hạm đội Trung Quốc vốn bị thiếu đạn dược và chỉ huy quá kém cỏi.
Nhiều tàu chiến lớn của Nhật Bản đã được chế tạo tại xưởng đóng tàu Anh và Pháp (tám chiếc do người Anh đóng, ba chiếc do người Pháp đóng và hai chiếc do người Nhật Bản tự đóng) và 16 tàu phóng ngư lôi như đã được đóng ở Pháp và lắp ráp tại Nhật Bản.

## Diễn biến
Ngày 16 tháng 9, Đề đốc hải quân Đinh Nhữ Xương hộ tống hạm đội Bắc Dương đưa quân tăng viện đến Đại Đông Cân, ngày 17 tháng 9 quay về, 11 giờ sáng, trên đường đến Đại Đông Cân, khi qua biển phía nam Hoàng Hải thì gặp hạm đội quân Nhật.
12 giờ 50 phút, hai bên bắt đầu giao chiến. Hạm đội Bắc Dương từ xa bắn loạt đạn đầu không trúng. Chiếc Định Viễn nổ súng vào tầu Nhật Bản khi khoảng cách giữa các con tầu là khoảng 5.500 m, nhưng lại gây hậu quả tai hại một cách không đáng có đối với chiếc kỳ hạm của Trung Quốc. Khi Hải quân Đức mang chiếc Định Viễn để bắn thử pháo vào năm 1883, họ ghi nhận rằng pháo chính 305mm của con tầu không nên được bắn từ một hướng thẳng phía trước, do sẽ dẫn đến sự hư hỏng đài chỉ huy bởi sức giật khủng khiếp của khẩu pháo. Nhưng các chỉ huy Trung Quốc đã không biết (hoặc quên mất) điều đó. Kết quả là loạt bắn mở màn của chiếc Định Viễn lại gây ra một số hư hại cho chính nó.
Đặc biệt, ngay khi trận đánh bắt đầu, Đô đốc Đinh Nhữ Xương cùng với một số sỹ quan khác trên đài chỉ huy đã bị trúng mảnh từ 1 quả đạn pháo của Nhật và bị thương. Thuyền trưởng tàu Định Viễn là Lưu Bộ Thiêm phải thay ông chỉ huy. Đinh Nhữ Xương vẫn ngồi trên boong tàu khích lệ tinh thần quân lính, nhưng không thể chỉ huy được nữa.
Tàu Cát Dã (Yoshino - do chuẩn đô đốc Tsuboi Kōzō chỉ huy) cùng bốn tàu khác của Nhật Bản dựa vào tốc độ nhanh vượt hai tàu thiết giáp Định Viễn và Trấn Viễn, bao vây rồi bắn đạn pháo vào hai tàu nhỏ Siêu Dũng và Dương Uy, cả hai tàu đều trúng đạn bốc cháy, tàu Siêu Dũng chìm, tàu Dương Uy bị hư hại.
Dưới sự chỉ huy của thuyền trưởng Đặng Thế Xương, hai tàu Chí Viễn và Kinh Viễn tiến công mãnh liệt vào tàu Yoshino của Nhật Bản. Tàu Nhật Saikyō (Tây Kinh) lao tới cản đường. Tàu Định Viễn bắn mạnh vào tàu Saikyō khiến cho tàu Nhật bị trúng đạn pháo 305mm, bị hỏng nặng và gãy bánh lái. Sau khi tàu Saikyo bỏ chạy, nhiều tàu Nhật bao vây tàu Chí Viễn, Đặng Thế Xương chỉ huy tàu vừa né tránh đạn pháo địch vừa đuổi theo chiếc Yoshino. Cuối cùng, tàu Yoshino bị Chí Viễn bắn trúng, gây ra một số hư hại. Tuy nhiên, đến lúc đó thì tàu Chí Viễn cũng đã bắn hết đạn pháo.
Đến 2h30 chiều, tàu Yoshino của Nhật Bản làm tiên phong cùng bốn tàu khác xoay sang trái hạm đội Bắc Dương, lao nhanh tới phía trước tàu Định Viễn, phóng ngư lôi vào kỳ hạm của Trung Quốc. Lúc này, tàu Chí Viễn của Đặng Thế Xương chạy đến phái trước tàu Định Viễn để bảo vệ cho kỳ hạm. Tàu Chí Viễn bị tàu Yoshino và bốn tàu khác của Nhật bao vây, bị trúng nhiều phát đạn. Sau 3 giờ chiều, Đặng Thế Xương hạ lệnh tăng tốc tối đa lao vào tàu Yoshino, định cảm tử cùng chìm với địch. Tàu Yoshino bẻ lái để tránh, đồng thời phóng ngư lôi. Tàu Chí Viễn bị ngư lôi bắn trúng và chìm. Đặng Thế Xương cùng 200 thủy thủ tử trận, chỉ hơn 20 người được cứu thoát.
Tàu Kinh Viễn do thuyền trưởng Lưu Vĩnh Thăng chỉ huy cũng chiến đấu quyết liệt, bị trúng đạn và chìm, Lưu Vĩnh Thăng cùng hơn 200 thủy thủ trên tàu tử trận, chỉ có sáu người sống sót.
Tàu Trấn Viễn do Lâm Thái Tăng chỉ huy, một mặt hộ vệ Định Viễn; một mặt chiến đấu, bắn trúng và gây hư hại cho soái hạm Tùng Đảo (Matsushima) của Nhật.
Hai tàu phía trái là Tế Viễn và Quảng Giáp của các thuyền trưởng Phương Bá Khiêm, Ngô Kí Vinh thấy tàu Chí Viễn bị chìm liền hạ lệnh bỏ chạy.
Trong cuộc chiến đấu ở Hoàng Hải, phía Nhật Bản bị trọng thương 5 tàu. Chiếc kỳ hạm Matsushima có hơn 100 người chết và bị thương sau khi bị trúng một phát đạn pháo hạng nặng của Trung Quốc; chiếc Hiei cũng bị hư hỏng nặng và phải rời khỏi trận chiến, chiếc Akagi bị cháy lớn và có những mất mát lớn về nhân sự; chiếc Saikyō trúng liên bốn phát đạn pháo 12 inch (305 mm) và bị hỏng nặng, tổng số là khoảng 180 thủy thủ Nhật Bản bị giết chết và hơn 200 người bị thương.
Hạm đội Bắc Dương thì bị chìm 5 tàu và bị hư hại vài tàu khác, tổn thất của hạm đội Bắc Dương lớn hơn nhiều so với hạm đội Nhật Bản.
Sau này, Lý Hồng Chương đã không dám để hạm đội tiếp tục chiến đấu, ra lệnh cho hạm đội quay về Uy Hải Vệ. Đến tháng 2 năm 1895, nổ ra Trận Uy Hải Vệ, toàn bộ hạm đội Bắc Dương bị Nhật Bản tiêu diệt.

## Bình luận về nguyên nhân thất bại
Bình luận về nguyên nhân thất bại, các nhà sử học ngày nay đều đồng ý rằng nhà Thanh sở hữu hạm đội mạnh bậc nhất, vũ khí thậm chí còn vượt trội so với quân Nhật nhưng sức chiến đấu quá yếu kém.
Kỳ hạm Matsushima của Nhật chỉ được trang bị duy nhất một khẩu pháo 320mm, trong khi thiết giáp hạm Định Viễn và Trấn Viễn sở hữu tổng cộng 8 khẩu pháo 305mm.
Bên cạnh đó, các tàu Trung Quốc hầu như không được cấp đạn thật huấn luyện, trong khi số đạn dự trữ không nhiều, không đủ để chiến đấu dài hơi. 8 khẩu pháo 305mm trên 2 thiết giáp hạm chỉ có 300 viên đạn, không đủ chiến đấu trong một ngày.
Kế hoạch thay thế các khẩu pháo 305mm bằng loại pháo 305mm kiểu mới, có tốc độ bắn cao hơn và chính xác hơn được đề ra từ năm 1892, nhưng không bao giờ trở thành hiện thực.
Nhiều quả đạn pháo thậm chí còn bị nhồi mạt cưa và nước chứ không phải thuốc nổ, theo tài liệu chép lại của tác giả Sarah C.M. Paine, trong cuốn sách Chiến tranh Trung-Nhật (1894-1895). Cá biệt có trường hợp hai khẩu pháo 250mm trên tàu chiến của hạm đội bị đem ra ngoài bán lấy tiền tiêu xài.
Thất bại nặng nề trong 8 tháng giao chiến khiến nhà Thanh phải ký hòa hước với Nhật Bản, chấm dứt tầm ảnh hưởng ở Triều Tiên. Nhà Thanh phải nhượng đảo Đài Loan và nhiều vùng đất khác cho Nhật, bồi thường chiến phí khổng lồ.
Ngược lại, chiến thắng trước Trung Quốc tạo cơ hội để hải quân Nhật tích lũy kinh nghiệm, láy tiền bồi thường chiến phí bổ sung thêm lực lượng. Người Nhật còn tiếp tục đánh bại Đế quốc Nga trong cuộc chiến năm 1904-1905 để thay thế Trung Quốc, trở thành nước có lực lượng hải quân hàng đầu châu Á.
Người Trung Quốc ngày nay không mấy ưa Nhật Bản, một phần vì những vụ đụng độ mà họ phải chuốc lấy phần thất bại, trong đó có trận thủy chiến nổi tiếng nói trên.

## Các tàu tham chiến
| \| Nhật Bản Đội cơ động: - Yoshino (4150 t, 20 knot, 4-6, 8-4.7) (thuyền trưởng Kawara, chuẩn đô đốc Tsuboi Kozo) - Takachiho (3650t, 15 knot, 2-10.2, 6-6) (thuyền trưởng Nomura) - Naniwa (3650 t, 16 knot, 2-10.2, 6-6) (thuyền trưởng Togo Heihachiro) - Akitsushima (3150 t, 16 knot, 4-6, 6-4.7) (thuyền trưởng Kamimura) Hạm đội chính: - Matsushima (4277 t, 14 knot, 1-12.6, 12-4.7) (kỳ hạm, thuyền trưởng Omoto and Dewa, Phó đô đốc Ito Sukeyuki) - Hư hỏng - Chiyoda (2450 t, ?kts, 10-4.7) (thuyền trưởng Uchida) - Itsukushima (4277t, 14 knot, 1-12.6, 11-4.7) (Yoko-o) - Hashidate (as Itsukushima) (thuyền trưởng Hidaka) - Fusō (3718t, 11 knot, 4-9.4, 2-6) (thuyền trưởng Arai) - Hiei (2200t, 9 knot, 9-6) (thuyền trưởng Sakurai) - Hư hỏng Khác: - Akagi (615t, 8 knot, 2-4.7) (thuyền trưởng Sakamoto) - Saikyo (merchantman, 2913, 10 knot, small guns) (thuyền trưởng Kano) \| Trung Quốc - Dương Uy (1350t, 6 knot, 2-10.2, 4-4.7) - Siêu Dũng - Tịnh Viễn (2850 t, 14 knot, 3-8.2, 2-6) - Đắm - Lai Viễn (2830 t, 10 knot, 2-8.2, 2-6) - Hư hỏng - Thiết giáp hạm Trấn Viễn (7430t, 12 knot, 4-12, 2-5.9) (Lin) - Thiết giáp hạm Định Viễn (kỳ hạm, thuyền trưởng Lưu Bộ Thiêm, đô đốc Đinh Nhữ Xương) - Kinh Viễn (2850 t, 10 knot, 2-8.2, 2-6) - Chí Viễn (2300 t, 15 knot, 3-8.2, 2-6) (thuyền trưởng Đặng Thế Xương) - Đắm - Quảng Giáp (1290 t, 10.5 knot, 3-4.7) - Jiyuan (cruiser) (2355t, 15 knot, 2-8.2, 1-6) (Fong) - Bình Viễn (2100 t, 6/7 knot, 1-10.2, 2-6) - Quảng Bính (1000 t, 3-4.7) - ? (tàu phóng ngư lôi, 128 t, 15 knot, 3TT) - ? (tàu phóng ngư lôi, 69 t, 16 knot, 3TT) \| | |
| Đội cơ động: - Yoshino (4150 t, 20 knot, 4-6, 8-4.7) (thuyền trưởng Kawara, chuẩn đô đốc Tsuboi Kozo) - Takachiho (3650t, 15 knot, 2-10.2, 6-6) (thuyền trưởng Nomura) - Naniwa (3650 t, 16 knot, 2-10.2, 6-6) (thuyền trưởng Togo Heihachiro) - Akitsushima (3150 t, 16 knot, 4-6, 6-4.7) (thuyền trưởng Kamimura) Hạm đội chính: - Matsushima (4277 t, 14 knot, 1-12.6, 12-4.7) (kỳ hạm, thuyền trưởng Omoto and Dewa, Phó đô đốc Ito Sukeyuki) - Hư hỏng - Chiyoda (2450 t, ?kts, 10-4.7) (thuyền trưởng Uchida) - Itsukushima (4277t, 14 knot, 1-12.6, 11-4.7) (Yoko-o) - Hashidate (as Itsukushima) (thuyền trưởng Hidaka) - Fusō (3718t, 11 knot, 4-9.4, 2-6) (thuyền trưởng Arai) - Hiei (2200t, 9 knot, 9-6) (thuyền trưởng Sakurai) - Hư hỏng Khác: - Akagi (615t, 8 knot, 2-4.7) (thuyền trưởng Sakamoto) - Saikyo (merchantman, 2913, 10 knot, small guns) (thuyền trưởng Kano) | - Dương Uy (1350t, 6 knot, 2-10.2, 4-4.7) - Siêu Dũng - Tịnh Viễn (2850 t, 14 knot, 3-8.2, 2-6) - Đắm - Lai Viễn (2830 t, 10 knot, 2-8.2, 2-6) - Hư hỏng - Thiết giáp hạm Trấn Viễn (7430t, 12 knot, 4-12, 2-5.9) (Lin) - Thiết giáp hạm Định Viễn (kỳ hạm, thuyền trưởng Lưu Bộ Thiêm, đô đốc Đinh Nhữ Xương) - Kinh Viễn (2850 t, 10 knot, 2-8.2, 2-6) - Chí Viễn (2300 t, 15 knot, 3-8.2, 2-6) (thuyền trưởng Đặng Thế Xương) - Đắm - Quảng Giáp (1290 t, 10.5 knot, 3-4.7) - Jiyuan (cruiser) (2355t, 15 knot, 2-8.2, 1-6) (Fong) - Bình Viễn (2100 t, 6/7 knot, 1-10.2, 2-6) - Quảng Bính (1000 t, 3-4.7) - ? (tàu phóng ngư lôi, 128 t, 15 knot, 3TT) - ? (tàu phóng ngư lôi, 69 t, 16 knot, 3TT) |